# Paul Lipke
Paul Lipke est un joueur d'échecs allemand né le 30 juin 1870 à Erfurt et mort le 8 mars 1955 à Osterburg. Actif de 1889 à 1898, il fut un des meilleurs joueurs allemands des années 1890.

## Biographie
Lipke était né à Erfurt. Il fut élève du lycée de Magdebourg. Il étudia le droit à l'université de Halle (Saxe-Anhalt) et devint avocat stagiaire en 1897. Il exerça par la suite comme avocat à Halle et Stendal. À partir de 1909, il habita à Osterburg

## Carrière de joueur (1889-1898)
En 1889, Paul Lipke  finit 5e-6e de la finale du tournoi des non maîtres (le Hauptturnier) du congrès allemand à Breslau, après avoir remporté sa demi-finale 8,5 points sur 9. Le tournoi fut gagné par le futur champion du monde Emanuel Lasker. En 1892, il remporta la finale du tournoi des non maîtres lors du 7e congrès allemand à Dresde (+4 =2 en demi-finale et +5 -1 =2 en finale) et deuxième au tournoi de Halle (+2 -1). En 1893, il termina troisième (+3 -1 =4) du tournoi de maîtres (le Meisterturnier qui était le tournoi principal) au congrès allemand de Kiel, derrière Curt von Bardeleben et Carl Walbrodt, puis en 1894 deuxième (+11 -2 =4) au congrès allemand de Leipzig derrière Siegbert Tarrasch qu'il battit lors de leur confrontation et devant Richard Teichmann, Joseph Blackburne, Carl Walbrodt, David Janowski et Georg Marco. En 1898, il finit 8e-9e au tournoi de Vienne 1898 (+10 -7 =19), ex æquo avec Geza Maroczy du tournoi remporté par Tarrasch. Il disputa un match en 1896 à Eisenach contre Johann Berger (+1 -1 =5). Il était renommé pour son jeu à l'aveugle.